# 이집트 신화

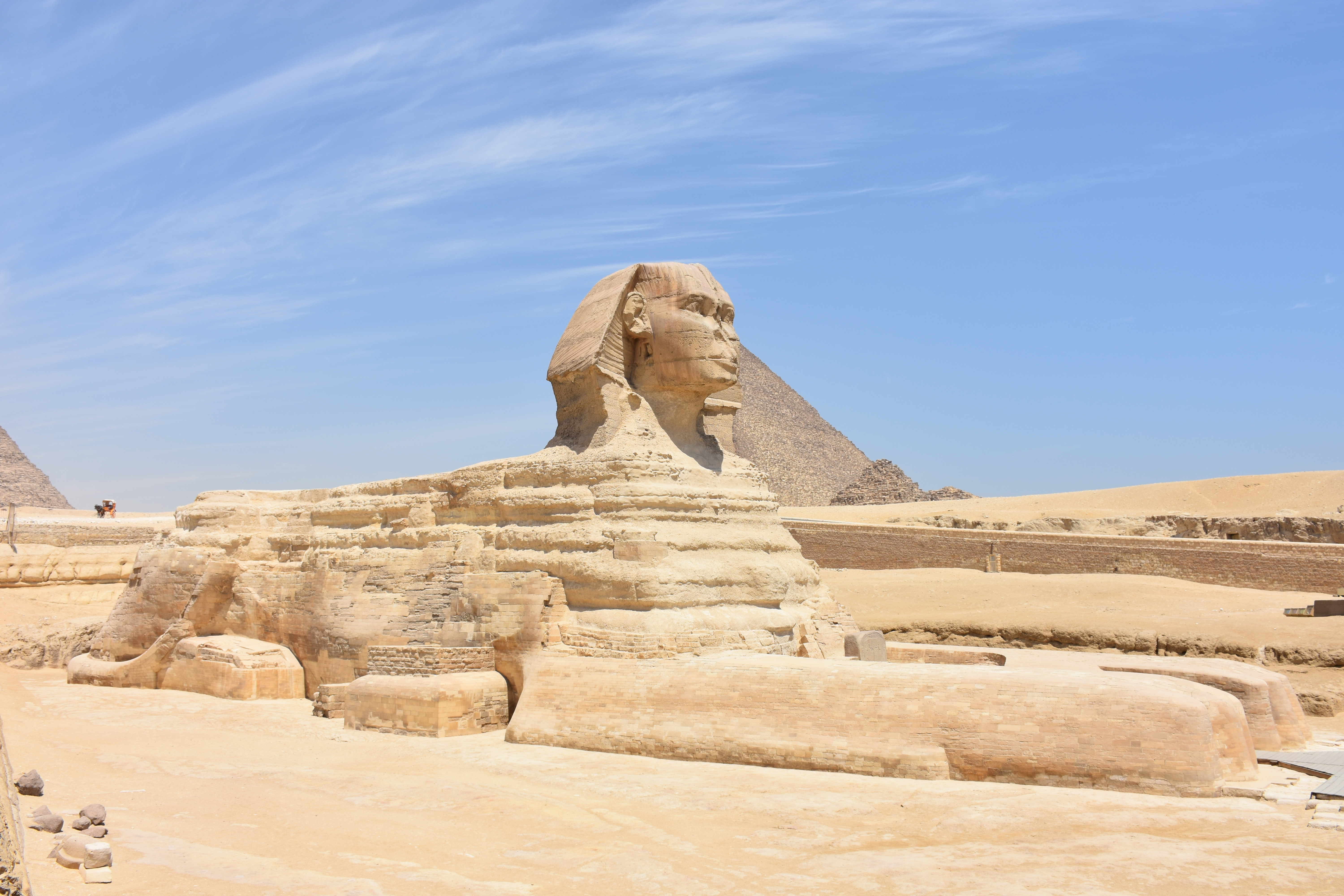

이집트 신화는 기독교와 이슬람이 확산되기 이전에 고대 이집트 사람들이 생각해온 신들의 체계를 의미한다. 고대 이집트인의 신앙은 대략 3000년에 걸친 긴 기간에 그 사이에 여러번 변화를 거듭해왔다. 일반적으로는 헬리오폴리스에서 신앙되고 있던 엔네아드를 바탕으로 말해지는 것이 많다.

## 믿음

### 신전
이집트 각지에 신전이 세워져 신들이 숭배되고 있다. 신들의 서열은 지방에 따라 다르다. 따라서 각 지방에서 각각의 지역에서 신앙하는 신의 신전이 건설되었다. 파라오가 이집트 신화에서 중요한 역할을 차지하고 있으며 호루스의 후계자로 자리 매김하고 있었기 때문에, 국가에 의해 많은 성전이 지어졌다. 그 대표격이라고 할 수 있는 것이 아부 심벨 신전이다.

### 사후세계
이집트 신화에서 인간은 육체, 바 (Ba), 카 (Ka)의 3가지 요소로 구성되어 있었다.